# 佐藤小次郎
佐藤 小次郎（さとう こじろう、明治5年7月26日（1872年8月29日）- 1928年（昭和3年）8月21日）は、日本の陸軍軍人。最終階級は陸軍中将。

## 経歴
三重県出身。1894年（明治27年）7月、陸軍士官学校（5期）を卒業
し、同年9月、砲兵少尉に任官。1901年（明治34年）11月、陸軍大学校（15期）を卒業し参謀本部に配属された。日露戦争に出征し、第2軍参謀などを務めた。
1915年（大正4年）8月、砲兵大佐に昇進し野砲兵第21連隊長に就任。1916年（大正5年）4月、第9師団参謀長に転じ、さらに陸軍省軍務局砲兵課長を務めた。
1918年（大正7年）9月、シベリア出兵に第12師団兵站監として出征。1919年（大正8年）4月、陸軍少将に進級し浦塩派遣軍憲兵隊司令官となる。1920年（大正9年）2月、鎮海湾要塞司令官に転じた。1921年（大正10年）2月、台湾軍参謀長に就任。
1924年（大正13年）2月、陸軍中将に進み東京湾要塞司令官となり、同年12月に待命、そして予備役編入となった。

## 栄典
- 1924年（大正13年）3月29日 - 従四位[1]
- 1925年（大正14年）1月21日 - 正四位[2]